# Bracon nigrolineatus
Bracon nigrolineatus är en stekelart som beskrevs av Gaspard Auguste Brullé 1846. Bracon nigrolineatus ingår i släktet Bracon och familjen bracksteklar. Inga underarter finns listade.